# Franz Ignaz Kaa
Franz Ignaz Kaa (gedoopt Offenburg, Baden-Württemberg, 27 oktober 1739 – Keulen, 8 mei 1818) was een Duits componist.
Hij kreeg zijn muziekopleiding van Johann Adolph Hasse, alvorens naar Italië te vertrekken voor een vervolgopleiding. In 1772 werd hij aangesteld als muzikant dan wel kapelmeester/koordirigent in Den Haag, maar verhuisde in 1777 om de functie van kapelmeester te bekleden bij de Dom van Keulen, een functie die hij aanhield tot 1794 toen hij werd ontslagen als gevolg van de Franse invasie. Hij zou de rest van zijn leven docent contrapunt en handelaar in muziekinstrumenten geweest zijn.
Volgens Viotta en Fétis schreef hij 
- twaalf symfonieën verdeeld over bundel 1 en 2 voor twee violen, altviool, cello, dwarsfluit, twee hobo’s en twee hoorns
- zes trio’s voor klavecimbel, viool en cello
- twaalf strijkkwartetten verdeeld over twee bundels (circa 1780-1783).

Er zijn ook missen van het bekend. Werken van hem werden uitgegeven in Den Haag en Parijs (Cornouaille); ze passen binnen de stijl van de Mannheimschool.
Voorts schreef hij muziek voor het zangspel Augustus und Louise (H.L. Ibbeken).